# Carex tarumensis
Carex tarumensis är en halvgräsart som beskrevs av Adrien René Franchet. Carex tarumensis ingår i släktet starrar, och familjen halvgräs. Inga underarter finns listade i Catalogue of Life.